# Bear Creek (álbum)
Bear Creek es el cuarto álbum de estudio de la cantante estadounidense Brandi Carlile. Se lanzó el 5 de junio de 2012, por ATO Records. El álbum alcanzó su punto máximo en el décimo lugar en el Billboard 200, el primer lugar en Folk Albums y el tercer lugar en los álbumes Rock de Estados Unidos.

## Antecedentes y lanzamiento
Su cuarto álbum de estudio Bear Creek, se lanzó el 5 de junio de 2012, y fue producido por Trina Shoemaker. El álbum es una colaboración entre ella y los gemelos Hanseroth. En una entrevista con American Songwriter, ella comentó: «Decidimos hace una década dividir todo en nuestra banda de manera equitativa entre los tres. Así que nadie tiene ningún interés personal en involucrarse con la canción o la historia de otra persona. Pero nadie tiene un interés personal interés en mantener a alguien fuera de la historia tampoco. Siempre se reduce a lo mejor para la canción».  «Heart's Content» de este álbum apareció en la película romántica de 2013 Safe Haven, y Alex (interpretado por Josh Duhamel) lo escuchó en la radio en un restaurante vacío y la bailó.

## Lista de canciones
| N.º   | Título                          | Escritor(es)                                  | Duración |  |
| 1.    | «Hard Way Home»                 | Brandi Carlile, Phil Hanseroth, Tim Hanseroth | 3:21     |  |
| 2.    | «Raise Hell»                    | Brandi Carlile, Tim Hanseroth                 | 4:08     |  |
| 3.    | «Save Part of Yourself»         | Brandi Carlile, Tim Hanseroth                 | 3:22     |  |
| 4.    | «That Wasn't Me»                | Brandi Carlile                                | 3:42     |  |
| 5.    | «Keep Your Heart Young»         | Phil Hanseroth, Tim Hanseroth                 | 3:20     |  |
| 6.    | «100»                           | Brandi Carlile, Phil Hanseroth                | 3:21     |  |
| 7.    | «A Promise to Keep»             | Tim Hanseroth                                 | 4:02     |  |
| 8.    | «I'll Still Be There»           | Brandi Carlile, Phil Hanseroth                | 3:26     |  |
| 9.    | «What Did I Ever Come Here For» | Phil Hanseroth                                | 3:40     |  |
| 10.   | «Heart's Content»               | Brandi Carlile                                | 3:34     |  |
| 11.   | «Rise Again»                    | Brandi Carlile, Phil Hanseroth, Tim Hanseroth | 4:11     |  |
| 12.   | «In the Morrow»                 | Brandi Carlile, Tim Hanseroth                 | 4:02     |  |
| 13.   | «Just Kids»                     | Brandi Carlile, Jared Faw                     | 6:47     |  |
| 50:56 |                                 |                                               |          |  |

## Posicionamiento en listas
| Listas (2012)                       | Mejor posición |
| ----------------------------------- | -------------- |
| Estados Unidos (Billboard 200)      | 10             |
| Estados Unidos Folk (Billboard)     | 1              |
| Estados Unidos Top Rock (Billboard) | 3              |
| Suiza (Schweizer Hitparade)         | 39             |